# ويليام أ. وايت
ويليام أ. وايت هو مدرس وقسيس كندي، ولد في 16 يونيو 1874، وتوفي في 9 سبتمبر 1936.